# Hisaaki
Prinz Hisaaki (jap. 久明親王, Hisaaki-shinnō; * 19. Oktober 1276; † 16. November 1328) regierte von 1289 bis 1308 als 8. Shōgun des Kamakura-Shōgunates in Japan. 
Er war zwar nominell der Regent für den Tennō, de facto aber von den Hojo-Regenten gesteuert. Er war Sohn des Go-Fukakusa-tennō. Sein eigener Sohn, Prinz Morikuni, wurde als 9. Shōgun sein Nachfolger.
| Personendaten    | Personendaten                              |
| ---------------- | ------------------------------------------ |
| NAME             | Hisaaki                                    |
| ALTERNATIVNAMEN  | 久明親王 (japanisch); Hisaaki-shinnō       |
| KURZBESCHREIBUNG | japanischer Shōgun des Kamakura-Shōgunates |
| GEBURTSDATUM     | 19. Oktober 1276                           |
| STERBEDATUM      | 16. November 1328                          |